# سحلب المستنقعات
سحلب منقعي أو سحلب المستنقعات هي نوع من السحلبيات.توجد في أوروبا وشمال أفريقيا وغرب آسيا. وهي نوع متوطن في أوروبا الغربية وأوروبا الوسطى وحوض البحر الأبيض المتوسط وجزر البليار وتركيا وغرب آسيا والجزائر وتونس والسعودية.
وهي زهرة عشبية معمرة، يمكن العثور عليها في المراعي الرطبة والمروج الرطبة والمستنقعات. تفضل التربة الجيرية المشمسة. تزهر في الربيع. اشتق اسم الأنواع المعروفة باسم «إيبيثيت» من الكلمة اللاتينية التي تعني «الأهوار»، حيث تشير التسمية إلى موائلها الشائعة.

## الأنواع الفرعية
تتضمن أنواع أوركيدا المستنقعات:
- Anacamptis palustris subsp. elegans
- Anacamptis palustris subsp. palustris
- Anacamptis palustris subsp. robusta — مايوركا (جزر البليار)، شمال الجزائر وتونس.[8]